# Refugio Santa Bárbara
El refugio Santa Bárbara es un refugio antártico ubicado en la barrera de hielo Filchner, en la costa Confín, a unos 270 kilómetros al sur de la base Belgrano II, de la cual depende, y al norte de la ex base Sobral. Administrado por el Ejército Argentino, fue inaugurado el 4 de diciembre de 1963.
Fue instalado en la campaña antártica argentina de 1963-1964 por el capitán José Tramontana y por Gustavo Adolfo Giró Tapper desde la base Belgrano I. El refugio fue utilizado en la Operación 90 al polo Sur.